# Abdelbasset Wasfi
Abdelbasset Wasfi, född 2 mars 1997, är en marockansk taekwondoutövare. 

## Karriär
I maj 2019 tävlade Wasfi i 63 kg-klassen vid VM i Manchester, där han blev utslagen i 32-delsfinalen av taiwanesiske Ho Chia-hsin. I augusti 2019 tog Wasfi brons i 63 kg-klassen vid afrikanska spelen i Rabat. I juni 2021 tog han även brons i 63 kg-klassen vid afrikanska mästerskapen i Dakar.
I juli 2022 tog Wasfi guld i 63 kg-klassen vid afrikanska mästerskapen i Kigali efter att ha besegrat egyptiske Ahmed Nassar i finalen. Följande månad tog han även guld i 63 kg-klassen vid Islamic Solidarity Games i Konya efter att ha besegrat turkiske Hakan Reçber i finalen. I november 2022 tävlade Wasfi i 63 kg-klassen vid VM i Guadalajara, där han blev utslagen i 32-delsfinalen av amerikanske Maikol Rodriguez.
I juni 2023 tävlade Wasfi i 63 kg-klassen vid VM i Baku, där han blev utslagen i sextondelsfinalen av nigeriske Maman Mansour Chipkaou. I november 2023 tog Wasfi brons i 63 kg-klassen vid afrikanska mästerskapen i Abidjan.